# 崔彦撝
崔 彦撝（チェ・オニ、朝鮮語: 최 언위、868年 - 944年）は新羅末期から高麗初期の文人。本貫は慶州崔氏。

## 人物
慶州出身。初名は「愼之」。六頭品出身の官僚で、885年に唐に留学し、895年に中国の科挙に及第した。42歳で帰国し、執事省侍郞や瑞書院学士に任命された。新羅が滅亡すると高麗に仕え、太子師傅に任命され、文翰を司った。王都開京の宮殿の殿閣や堂宇は全て崔彦撝が命名したとされ、王命により僧侶の碑銘を揮毫したものが多く遺されている。大相、元鳳太学士、翰林院令などを歴任し、子孫の多くは門閥貴族となった。
崔致遠の従弟で、致遠や崔承祐とともに「一代三崔（일대삼최）」と並び称された。諡号は文英。